# Соланезумаб
Соланезумаб (Solanezumab, LY-2062430) — препарат для лечения болезни Альцгеймера, разработанный компанией Eli Lilly. Препарат не прошел 3 фазу клинических испытаний.

## Фармакологическое действие
Соланезумаб является моноклональным антителом, который агрегируется с центральной частью бета-амилоида.
Препарат вводится внутривенно, 1 раз в неделю. Рекомендуемая доза 400 мг.

## Форма выпуска лекарства
Раствор для внутривенного введения.